# Патрісія Жирар
Патрісія Жирар-Лено (фр. Patricia Girard-Léno; нар. 8 квітня 1968) — французька легкоатлетка, яка спеціалізувалася на спринті та бігу з бар'єрами.
Була у шлюбі з Едді Лено — чемпіоном Європи з кікбоксингу.

## Спортивні досягнення
Бронзова олімпійська призерка з бігу на 100 метрів з бар'єрами (1996). Триразова фіналістка олімпійських змагань з естафетного бігу 4×100 метрів — 4-е місце у 1992, 6-е місце у 1996 та 7-е місце у 1988. Також брала участь в олімпійських змаганнях з бігу на 100 метрів (1998, 1992) та 100 метрів з бар'єрами (2000), на яких не змогла потрапити до фінальних забігів.
Володарка повного комплекту нагород чемпіонатів світу з естафетного бігу 4×100 метрів: чемпіонка світу (2003), срібна (1999) та бронзова (1997) призерка. Фіналістка чемпіонатів світу з бігу на 100 метрів з бар'єрами (7-е місце у 2003 та 8-е місце у 1999) та естафетного бігу 4×100 метрів (4-е місце у 1993 та 5-е місце у 1995).
Дворазова бронзова призерка чемпіонатів світу в приміщенні з бігу на 60 метрів з бар'єрами (1993, 1997). Фіналістка чемпіонатів світу в приміщенні з бігу на 60 метрів (8-е місце у 1993) та 60 метрів з бар'єрами (8-е місце у 2003).
Фіналістка чемпіонатів Європи з бігу на 100 метрів з бар'єрами — 4-е місце у 2002 та 5-е місце у 1998.
Володарка повного комплекту нагород чемпіонатів Європи в приміщенні з бігу на 60 метрів з бар'єрами: чемпіонка Європи (1996, 1998), срібна (2000) та бронзова (2002) призерка. Бронзова призерка чемпіонату Європи в приміщенні з бігу на 60 метрів (1994). Фіналістка чемпіонатів Європи в приміщенні з бігу на 60 метрів (4-е місце у 1990) та 60 метрів з бар'єрами (6-і місця у 1994 та 2005).
Перемагала на Кубках Європи в бігу на 100 метрів з бар'єрами (1999, 2002) та естафетному бігу 4×100 метрів (1999, 2002, 2003). Була 2-ю на Кубках Європи в бігу на 100 метрів з бар'єрами (1997, 1998) та естафетному бігу 4×100 метрів (1993, 1997, 1998). Була 3-ю на Кубках Європи в бігу на 100 метрів з бар'єрами (2003) та естафетному бігу 4×100 метрів (1995).
Чемпіонка Франції з бігу на 100 метрів з бар'єрами (1993, 1995, 1997, 1999, 2001, 2002, 2003).
Чемпіонка Франції в приміщенні з бігу на 60 метрів (1988, 1990, 1993, 1995) та 60 метрів з бар'єрами (1993, 1994, 1995, 1996, 1997, 1998, 2000, 2002, 2003).

## Допінг
У 1990 була дискваліфікована на 2 роки за порушення антидопінгових правил через виявлення в її організмі забороненої речовини.